# Thermosulfurimonas dismutans
Thermosulfurimonas dismutans es una bacteria gramnegativa del género Thermosulfurimonas. Fue descrita en el año 2012, es la especie tipo. Su etimología hace referencia a dismutar, dividir. Es anaerobia, termófila, quimiolitoautótrofa, móvil por flagelo simple. Las células son ovaladas o en forma de bacilos cortos, de 0,5-0,6 μm de ancho y 1,0-1,5 μm de largo. Temperatura de crecimiento de 50-92 °C, óptima de 74 °C. Utiliza azufre como fuente de energía y CO2 como fuente de carbono. Tiene un genoma de 2,1 Mpb y un contenido de G+C de 52%. Se ha aislado de fuentes hidrotermales marinas sulfurosas en el Océano Pacífico, utilizando el robot ROV Jason II.
De ella se ha aislado una anhidrasa carbónica termoestable para usos industriales.